# 第16屆金鐘獎
第16屆金鐘獎是1981年台灣廣播、電視業界的年度盛事之一，表揚1981年度傑出的台灣廣播和電視之藝人。頒獎典禮由臺灣電視公司承辦，1981年5月16日於台北市國父紀念館舉行，是臺視首次使用視訊數位特效機（Digital Video Effect，簡稱DVE）。聶光炎擔任舞台設計，沈宗琳擔任評審委員會主任委員，謝荔生指揮台視大樂團伴奏，趙石堯擔任導播。
下列之標記為該獎項得獎者。

## 外部連結
- 70年金鐘獎得獎名單【電視個人技術獎 / 特別獎】 （页面存档备份，存于）.文化部影視及流行音樂產業局.1981-04-01
- 70年金鐘獎得獎名單【優良廣播節目獎 / 優良電視節目獎】 （页面存档备份，存于）.文化部影視及流行音樂產業局.1981-04-01
- 70年金鐘獎得獎名單【優良廣告獎 / 廣播個人技術獎】 （页面存档备份，存于）.文化部影視及流行音樂產業局.1981-04-01